# Anda ya
Anda ya és un programa de ràdio emès des de setembre de 1995 a LOS40. Actualment està presentat per Dani Moreno.

## Etapes del programa

### Etapa de Tony Aguilar (1995-1998)
Anda ya es va estrenar en setembre de 1995 amb Tony Aguilar i Rosa Rosado al capdavant. D'aquest primer Anda ya són particularment recordades les col·laboracions de Jacinto Púas entre 1996 i 1997, qui contava als oïdors les seves històries del servei militar.

### Etapa de Juanma Ortega (1998-2006)
El 12 de gener de 1998 Juanma Ortega es va incorporar al programa en substitució d'Aguilar, coincidint a més amb l'emissió de la primera broma telefònica de la història del programa, bromes que es convertirien en un element habitual d' Anda ya en els anys següents.

### Etapa de Frank Blanco (2006-2012)
El gener de 2006, Ortega va anunciar en antena la seva marxa de Camina ja i va presentar a Frank Blanco com el seu substitut. En aquest període van arribar al programa les bromes de "micro ocult", primer amb Chema Trueba i després amb Miguel Martín. Des de 2010 a 2012 s'incorpora al programa el tertulià Carlos Navarro El Yoyas, amb les seccions El Chicoanalista i Elmatadero, en les quals s'analitzava en clau d'humor els diferents programes de la graella televisiva.

### Etapa de Xavi Rodríguez (2012-2014)
Finalitzada la temporada 2011-2012 es van produir molts canvis de presentadors entre les emissores de pressa Ràdio (el mateix Frank Blanco va marxar a Cadena Dial al costat de María Lama) que van suposar que pràcticament tot l'equip d' Anda ya fins a aquest moment (amb les excepcions de Miguel Martín, Cristian San Bernardino i Raúl Pérez) abandonés el programa. Per a cobrir el buit es va optar per reubicar a Anda ya l'equip del programa nocturn La última y nos vamos, que seria substituït en la graella de LOS40 per Yu: No te pierdas nada. Així arribaren al programa Xavi Rodríguez, Aina Cerdà, Cristóbal Chassaigne o Raúl Pretel (més conegut pel sobrenom de "Coco"). L'únic canvi reseñable en aquesta alineació per a la temporada 2013-2014 va ser el retorn de María Lama en substitució de Cerdà com copresentadora. El juny de 2014 l'equip d'aquest moment (al costat de Edurne e Iñaki Urrutia) va saltar a la televisió amb el programa Todo va bien, emès a Cuatro, que compaginaren amb Anda ya fins al final de la temporada en juliol.

### Etapa de Dani Moreno (2014-actual)
Al juliol de 2014, PRISA va anunciar la seva intenció de renovar completament Anda ya, prescindint de tot l'equip anterior (llevat Cristina Pedroche, que de nou faria una secció setmanal en el programa, i Cristian San Bernardino) i confirmant, el dia 21 d'aquest mes, el fitxatge com a nou presentador de Dani Moreno, posant fi a El Gallo Máximo, el programa matinal que havia conduït des de 2002 s Máxima FM. Una setmana més tard es confirmava el fitxatge de Gema Hurtado com a copresentadora femenina. En els dies següents es van anunciar també els fitxatges d'Alma Obregón, Juan Luis Mejías, Ernesto Sevilla i Ana Morgade, a més de la continuïtat de Pedroche. El 2 de setembre, en el segon programa de la temporada, es va confirmar el retorn a Anda ja de Pedro Aznar, i més endavant l'arribada de Manu Sánchez. Des de gener de 2015 el programa s'ha allargat una hora, acabant a les 11 en lloc de les 10.
Durant l'estiu de 2016 es va estrenar una versió televisiva del programa titulada Anda ya for Ten. En setembre de 2016, la co-presentadora Gema Hurtado va marxar del programa per presentar Lo + 40 junt a Xavi Martínez, i fou substituïda a Anda ya per Cristina Boscá.

## Premis
Anda ya va rebre en 2004 el Premi Ondas a la innovació radiofònica per la seva "tratamiendo dinàmic i nou de l'actualitat i de la música".